# Вит (светец)
Свети Вит (на латински: Sanctus Vitus) е християнски светец, римски мъченик от времето на ранното християнство, чието убийство (303 г.) се приписва на император Диоклециан, по време на неговите гонения на християните. 
Патронажът на Свети Вит е много популярен в Европа. Особено почитан е от някои славянски народи, като чехи и сърби, както и от германците. Православната църква чества паметта на свети Вит на 16 май или 15 юни по юлианския календар – Видовден. Католическата църква слави светията на 15 юни. 
Спада към Четиринадесетте свети помощници срещу различни беди (призоваван при нервни болести, включително епилепсия, при бяс, при ухапване от змия). Във връзка с това, болестта хорея е известна и като танцът на Свети Вит, въпреки че под това наименование първоначално се е разбирало явлението, известно като танцова ярост/мания по танците/танцуване до смърт (Tanzwut, Epilepsia saltatoria, Dancing mania), чиито корени са недокрай изяснени, но то е свързвано с поверието, че танцуването пред статуята на светеца е здравословно. Обяснявано е и с натравяния с растението бленика, ухапвания от паяци, примеси от мораво рогче в хляба, а също и с увлечения по мистицизма и опити за избавяне от чума. Във всеки случай Свети Вит е призоваван да се бори и с танцовата лудост. Също така светецът се смята и за покровител на танцьорите и актьорите и на различни професии, свързани с производството и потреблението на алкохолни питиета. 

## Житие
Няма запазени достоверни исторически свидетелства за живота и мъченичеството на свети Вит. Вероятно по-ранни негови житиета са компилирани с тези на други светци или в тях съдбата му е била друга - например обезглавяване, както изглежда от някои илюстрации.
Според църковното предание е син на римски сенатор от Сицилия. Като дете на 7, а според други източници - на 12 години, приема християнството под влиянието на своя наставник Модест и жена му, дойката Кресцентия. Бяга с тях от гнева на баща си, след като той разбира, че е променил религията си и започва да го мъчи редовно заради това. Отиват в областта Лукания, където са подпомагани, според легендата, в прехраната си от орли, а момчето се прочува като чудотворец.
Според преданието, впоследствие свети Вит се отправя към Рим, където се проявява като екзорсист, лекувайки сина (в по-ранен вариант, може би - дъщерята) на  Диоклециан. Обаче отказва поклонение на римските богове и е арестуван. Хвърлен е на арената, за да бъде изяден от лъвовете, но те не го закачат. После мъчителите му правят опит да го сварят жив във врящо масло/зехтин. Смъртта му настъпва в резултат на нараняванията му,  но той не умира тогава, а известно време по-късно, след като е чудотворно пренесен от ангели обратно в Лукания, заедно със страдалите с него и по сходен начин Модест и Кресцентия, за които също се твърди, и че са умрели с него. Орлите пазят труповете им, докато не са намерени от местната набожна християнка Флоренция, която ги и погребва.

## Галерия
- Мъченичество на Вит, Модест и Кресчентия, ръкопис от XIV в.
- Мъченичество на Св. Вит, 1515 г., едноименна църква във Флайн, Германия.
- Катедралата Свети Вит  (Пражка катедрала, където се смята, че се намира главата му).
- Катедрала Св. Вит в Бларикум, Нидерландия.